# Plectomillerella
Plectomillerella es un género de foraminífero bentónico de la subfamilia Pseudostaffellinae, de la familia Ozawainellidae, de la superfamilia Fusulinoidea, del suborden Fusulinina y del orden Fusulinida. Su especie tipo es Mediocris (Plectomillerella) extenta. Su rango cronoestratigráfico abarca el Namuriense (Carbonífero inferior).

## Discusión
Clasificaciones más recientes incluyen Plectomillerella en la superfamilia Ozawainelloidea, y en la subclase Fusulinana de la clase Fusulinata. También se ha incluido en Subfamilia Millerellinae y en la familia Pseudostaffellidae.

## Clasificación
Plectomillerella incluye a las siguientes especies:
- Plectomillerella extenta †
- Plectomillerella subacuta †